# Stati Uniti d'America nord-orientali
Stati Uniti nord-orientali (o Nordest degli Stati Uniti, in inglese Northeastern United States) è la regione censuaria degli Stati Uniti d'America situata all'estremo oriente del Paese verso il Canada e il Nord Atlantico, composta a sua volta di due divisioni censuarie: Medio-Atlantico e Nuova Inghilterra.

## Composizione
Gli Stati che fanno parte del Nordest degli Stati Uniti sono:
- Stati della Nuova Inghilterra
  -  Connecticut
  -  Maine
  -  Massachusetts
  -  New Hampshire
  -  Rhode Island
  -  Vermont
- Stati del Medio-Atlantico
  -  New Jersey
  -  New York
  -  Pennsylvania